# Rosjötjärnarna
Rosjötjärnarna är en sjö i Sollefteå kommun i Ångermanland och ingår i Ångermanälvens huvudavrinningsområde. Sjön har en area på 0,0477 kvadratkilometer och ligger 247,1 meter över havet. Sjön avvattnas av vattendraget Kläppsjöbäcken.

## Delavrinningsområde
Rosjötjärnarna ingår i det delavrinningsområde (706824-156895) som SMHI kallar för Inloppet i Rosjön. Medelhöjden är 300 meter över havet och ytan är 22,68 kvadratkilometer. Räknas de 3 avrinningsområdena uppströms in blir den ackumulerade arean 33,7 kvadratkilometer. Kläppsjöbäcken som avvattnar avrinningsområdet har biflödesordning 2, vilket innebär att vattnet flödar genom totalt 2 vattendrag innan det når havet efter 141 kilometer. Avrinningsområdet består mestadels av skog (71 procent) och sankmarker (23 procent). Avrinningsområdet har 0,11 kvadratkilometer vattenytor vilket ger det en sjöprocent på 0,5 procent.